# Virginia Popa
Virginia Popa (n. 11 aprilie 1962, Mediaș, Sibiu, România) este o fostă baschetbalistă română.

## Carieră
A făcut parte din Naționala României, alături de care a concurat la două ediții ale Campionatelor Europene (1981, 1983). La Universiada din 1981 a câștigat medalia de bronz cu echipa României.
Virginia Popa și-a trecut în cont 11 titluri cu Universitatea Cluj, conform datelor oferite despre istoria baschetului feminin pe u-cluj.ro. Jucătoarea originară din Mediaș, născută în 1962, a făcut parte din lotul formației care a dominat autoritar și a reușit 12 titluri din 1981 până în 1992.

## Legături externe
- Virginia Popa pe http://archive.fiba.com/pages/eng/fa/p/rpp//q//pid/1732/_//players.html]